# B.B.WAVES
B.B.WAVES（ビービーウェーブス）は、沖縄アクターズスクールの生徒全体を表す総称であり、所属するパフォーマンスグループである。元々は、生徒の中から選抜されたデビュー準備メンバーを指す名称だったが、1998年にB.B.WAVES自体がメジャーデビューするに至った。

## 結成の動機
開校以来、沖縄アクターズスクール（以下、アクターズ）は多くのアーティスト・タレントをデビューさせてきたが、校長のマキノ正幸（以下、マキノ）には「学校の存在をアピールするために、売れる子を育てることに重きがおかれ、人間的に成長できる環境を作ることができなかった」という反省の思いがあった。そこで「いきなり個人として芸能界にデビューするのではなく、在校中から、全体で芸能界の空気に触れさせ、グループのCDを出すようにしたい。スターになっても定期的に沖縄に戻ってこさせるようにする」と考案したシステムを具現化したものが、B.B.WAVESとなった。

## 概要（2023年 - ）
- 往時と違い、アクターズの生徒は全員B.B.WAVESのメンバーである。グループ名は「Beautiful Beat Waves」の略で「美しいビートの波が沖縄から世界へ押し寄せる」という思いが込められている[3]。
- 2023年1月23日～3月12日に申込受付、4月8日・9日に審査が実施された「NEW B.B.WAVESオーディション[4]」の合格者46名に、2022年までマキノから直接指導を受けていた最後の生徒3名[注釈 1]が合流した、合わせて49名[6]が所属する。メンバーはB.B.WAVESとしてのデビューに向けて、まず「B.B.WAVES jr.(中学生以上)」並びに「BABY WAVES jr.(小学生)」としてレッスンを重ねることになる。
- 2023年6月4日に行われた「沖縄アクターズスクール開校記者会見」においてお披露目された[7][8]。
- 2024年2月11日～3月7日に申込受付、3月31日に審査が行われた「第2回B.B.WAVESオーディション」で11名が合格し加入。当時のメンバーと合わせて56名体制となる。
- 2024年4月5日に、B.B.WAVES jr.メンバーの中から玉城光・絆愛・Neilが[9]、更に5月5日には、Soul・Rune・崎山清翔が[10]、B.B.WAVES/BABY WAVESメンバーとして昇格することが発表された。以降「マインド、スキル含めてプロとして活動する用意が出来たと判断」されたメンバーが順次「B.B.WAVES/BABY WAVES」として昇格を果たしている。また、BABY WAVES/BABY WAVES jr.として活動していたメンバーは、中学進学とともにB.B.WAVES/B.B.WAVES jr.に進級する。
- 2024年7月に、再始動後初となるメジャーアーティストとしてNeilがデビューすることが、5月5日開催のB.B.WAVES&jr. 2nd CONCERT「THE BLAST」にて発表され[11]、同年8月7日、ワーナーミュージック・ジャパンより配信シングル「Someday」でメジャーデビューを果たした。
- 2024年11月に行われた｢BABY WAVES 単独LIVE｣の中で、BABY BANDのメジャーデビューを発表。その後、バンド名を｢DIG IT! DIG IT!ONE(ディギディギワン) ｣に改めた。
- 2025年3月16日、新生B.B.WAVES として、自社レーベル・Beat Town Recordsから｢Funkify You｣でデビューを果たした。デビュー時の人数は52名[12][13]。
- グループデビューに伴い、B.B.WAVES jr./BABY WAVES jr.としてレッスンを重ねてきた在籍生徒全員がB.B.WAVES/BABY WAVESへ昇格したことが発表された[14]。

### グループ構成[15]
世代や得意分野により内部でユニット分けがなされ、それぞれの才能をより濃く磨いている。ユニットを兼任するメンバーもいる。
- B.ROX[16] (メンバー最高峰)
- B.FLAVA (ボーカル最強ユニット)[17]
- B.Move (ダンス選抜)
- B.Voice (歌選抜、中学生以上)
- B.Sweet (女子選抜、中学生以上)
- B.Crunch (男子選抜、中学生以上)
- Baby Voice (歌選抜、小学生)
- Baby Sweet (女子選抜、小学生)
- Baby Crunch (男子選抜、小学生)
- B.B.BAND/DIG IT!DIG IT!ONE[18][注釈 2] (楽器演奏ができるメンバー)

### メンバー
(2025年8月現在)
| 名前        | よみ              | 生年月日               | 出身地                | 加入期 | 血液型 | 星座       | 特技                     | 備考                                                                      |
| ----------- | ----------------- | ---------------------- | --------------------- | ------ | ------ | ---------- | ------------------------ | ------------------------------------------------------------------------- |
| Neil        | にいる            | 2011年6月8日（14歳）   | 沖縄県                | 1期    | B      | 双子座     | ウクレレ・ギター・ベース | 第1弾メジャーデビュー B.B.BAND Bass                                       |
| Hikaru      | ひかる            | 2005年6月27日（20歳）  | 沖縄県                | 1期    | A      | 蟹座       |                          | B.Roxメンバー B.B.WAVES jr.サブリーダー インストラクターチーム            |
| Rian        | りあん            | 2007年6月15日（18歳）  | 沖縄県                | 1期    | O      | 双子座     | ダンス                   | B.Roxメンバー インストラクターチーム                                      |
| Soul        | そうる            | 2008年5月23日（17歳）  | 沖縄県                | 1期    | O      | 双子座     | ダンス                   | インストラクターチーム B.B.BAND Drums                                     |
| Rune        | るね              | 2009年11月27日（15歳） | 沖縄県                | 1期    | A      | 射手座     | ダンス                   | B.Roxメンバー                                                             |
| 崎山 清翔   | さきやま きよと   | 2014年2月20日（11歳）  | 沖縄県                | 1期    |        | 魚座       | ギター                   | DIG IT!DIG IT!ONE Bass                                                    |
| 森田 心優   | もりた みゆ       | 2010年6月16日（15歳）  | 沖縄県                | 1期    | A      | 双子座     | 体操                     |                                                                           |
| 結南        | ゆな              | 2009年5月5日（16歳）   | 沖縄県                | 1期    | A      | 牡牛座     |                          | 旧アクターズから合流 B.B.BAND Guitar                                      |
| 美桜里      | みおり            | 2013年1月1日（12歳）   | 埼玉県                | 1期    |        | 山羊座     |                          |                                                                           |
| AnnA        | あんな            | 2011年12月16日（13歳） | 神奈川県              | 1期    |        | 射手座     | 英語                     |                                                                           |
| Caily       | かいり            | 2010年5月13日（15歳）  | 中国上海              | 1期    | AB     | 牡牛座     | フランス語・英語         | Claraの妹                                                                 |
| 親川 妃菜乃 | おやかわ ひなの   | 2009年3月31日（16歳）  | 沖縄県                | 1期    | AB     | 牡羊座     | 書道                     | B.FLAVAメンバー                                                           |
| Clara       | くらら            | 2008年12月9日（16歳）  | 中国上海              | 1期    | O      | 射手座     | フランス語・英語         | Cailyの姉                                                                 |
| DANIEL      | だにえる          | 2011年7月8日（14歳）   | オーストリア グラーツ | 1期    |        | 蟹座       | 英語                     |                                                                           |
| 未梨愛      | みりあ            | 2012年11月25日（12歳） | 沖縄県                | 1期    | A      | 射手座     | 生け花                   |                                                                           |
| Kuromu      | くろむ            | 2013年12月2日（11歳）  | 沖縄県                | 1期    |        | 射手座     | 英語・空手               | Mariaの弟 B.B.MASTER金城由美子の息子                                      |
| 愛音        | あいね            | 2009年6月14日（16歳）  | 沖縄県                | 1期    | A      | 双子座     |                          | B.B.MASTER与古田七瀬の娘                                                  |
| Lia         | りあ              | 2013年4月17日（12歳）  | 沖縄県                | 1期    |        | 牡羊座     | 英語                     |                                                                           |
| Maria       | まりあ            | 2012年6月1日（13歳）   | 沖縄県                | 1期    |        | 双子座     | 英語・ピアノ             | Kuromuの姉 B.B.MASTER金城由美子の娘                                       |
| 城間 莉央   | しろま りお       | 2009年2月15日（16歳）  | 沖縄県                | 1期    | A      | 水瓶座     |                          | 旧アクターズから合流 「次世代スター発掘・ワールドプロジェクト」グランプリ |
| 新城 りこ   | しんじょう りこ   | 2011年3月23日（14歳）  | 沖縄県                | 1期    | A      | 牡羊座     | 書道6段                  |                                                                           |
| 知花 球亜   | ちばな まりあ     | 2013年2月5日（12歳）   | 沖縄県                | 1期    |        | みずがめ座 | 三線                     |                                                                           |
| 桃原 結仁   | とうばる ゆいと   | 2013年9月15日（11歳）  | 沖縄県                | 1期    | A      | 乙女座     |                          | 桃原琉維の弟 DIG IT!DIG IT!ONE Vocal                                      |
| 桃原 琉維   | とうばる るい     | 2011年8月9日（14歳）   | 沖縄県                | 1期    | O      | 獅子座     |                          | 桃原結仁の兄                                                              |
| 德山 ららな | とくやま ららな   | 2013年7月12日（12歳）  | 沖縄県                | 1期    | B      | 蟹座       |                          |                                                                           |
| 富川 華凜   | とみかわ かりん   | 2013年1月11日（12歳）  | 沖縄県                | 1期    | O      | 射手座     |                          | BABY WAVES jr.サブリーダー                                                |
| 波美        | ななみ            | 2009年5月17日（16歳）  | 沖縄県                | 1期    | A      | 牡牛座     | 空手                     | B.FLAVAメンバー                                                           |
| 比嘉 真愛   | ひが まかな       | 2010年10月22日（14歳） | 沖縄県                | 1期    | O      | 天秤座     |                          |                                                                           |
| マツリカ    | まつりか          | 2014年1月4日（11歳）   | 沖縄県                | 1期    |        | 山羊座     |                          | B.B.MASTER儀間えり子の娘                                                  |
| 又吉 伶音   | またよし れん     | 2013年5月9日（12歳）   | 沖縄県                | 1期    |        | 牡牛座     | 陸上                     |                                                                           |
| NiKi        | にき              | 2011年12月19日（13歳） | 沖縄県                | 1期    | B      | 射手座     |                          |                                                                           |
| 柚子姫      | ゆずき            | 2011年8月23日（13歳）  | 沖縄県                | 1期    | O      | 乙女座     |                          | B.B.MASTER西銘美香の娘                                                    |
| 紗生        | さいき            | 2011年6月1日（14歳）   | 三重県                | 1期    | A      | 双子座     | ピアノ                   | BABY WAVES jr.リーダー DIG IT!DIG IT!ONE Keyboard                         |
| 山田 藍愛   | やまだ らな       | 2012年11月29日（12歳） | 沖縄県                | 1期    | O      | 射手座     |                          |                                                                           |
| ゆなき      | ゆなき            | 2008年2月19日（17歳）  | 沖縄県                | 1期    | O      | 魚座       | ギター・ピアノ・ベース   | B.FLAVAメンバー B.B.BAND Vocal                                            |
| 杏珠        | あんじゅ          | 2011年9月12日（13歳）  | 沖縄県                | 1期    | B      | 乙女座     | 空手                     |                                                                           |
| LIZU        | りず              | 2013年8月18日（11歳）  | 沖縄県                | 1期    | AB     | 獅子座     |                          | ReAの妹                                                                   |
| Rino        | りの              | 2012年6月16日（13歳）  | 富山県                | 1期    | A      | 双子座     |                          | DIG IT!DIG IT!ONE Drums                                                   |
| 龍之心      | りゅうのしん      | 2012年5月17日（13歳）  | 鹿児島県              | 1期    | A      | 牡牛座     |                          | DIG IT!DIG IT!ONE Guitar                                                  |
| ReA         | れあ              | 2012年2月2日（13歳）   | 沖縄県                | 1期    | B      | 水瓶座     | ダンス                   | LIZUの姉                                                                  |
| Miin        | みいん            | 2013年11月26日（11歳） | 沖縄県                | 2期    | O      | 射手座     |                          |                                                                           |
| Noah        | のあ              | 2008年7月22日（17歳）  | オーストリア          | 2期    | B      | かに座     |                          |                                                                           |
| 金城 柚嬉   | きんじょう ゆずき | 2012年3月15日（13歳）  | 沖縄県                | 2期    | O      | うお座     |                          |                                                                           |
| 藤林 夢     | ふじばやし ゆめ   | 2011年12月4日（13歳）  | 沖縄県                | 2期    | B      | 射手座     |                          | B.B.MASTER藤林海似の娘                                                    |
| Lana        | らな              | 2015年4月8日（10歳）   | 沖縄県                | 2期    | O      | おひつじ座 |                          |                                                                           |
| Raim        | らいむ            | 2015年1月13日（10歳）  | 沖縄県                | 2期    | A      | 山羊座     |                          |                                                                           |
| MIRAI       | みらい            | 2012年7月9日（13歳）   | 沖縄県                | 2期    | O      | かに座     |                          |                                                                           |
| 夢乃        | ゆめの            | 2014年1月11日（11歳）  | 沖縄県                | 2期    |        | 山羊座     |                          |                                                                           |
| 親川 聖菜   | おやかわ せいな   | 2012年5月15日（13歳）  | 沖縄県                | 2期    | B      | おうし座   |                          |                                                                           |
| 寿音        | ことね            | 2011年6月6日（14歳）   | 沖縄県                | 2期    | O      | ふたご座   |                          |                                                                           |
| J-robiN     | じぇい ろびん     | 2011年10月13日（13歳） | 沖縄県                | 2期    | A      | 天秤座     |                          |                                                                           |

B.B.WAVES jr.及びBABY WAVES jr.のメンバーが「B.B.WAVES/BABY WAVES」に昇格するためには「マインド、スキル含めてプロとして活動する用意が出来たと判断されること」が条件となっていたが、2025年3月16日のグループデビューに伴い、デビュー時の在籍生徒全員がB.B.WAVES/BABY WAVESへ昇格した。そのため2025年8月現在、B.B.WAVES jr./BABY WAVES jr.は不在である。

### インストラクター[46][30]
- 牧野アンナ (エグゼクティブプロデューサー)
- 高良舞子 (パフォーマンスディレクター)
- 喜瀬健 (パフォーマンスディレクター)
- Hikaru（B.B.WAVES/B.ROXメンバー）
- Rian（B.B.WAVES/B.ROXメンバー）

### B.B.MASTER[47][48]
かつてB.B.WAVESに所属していたOG・OBによるユニット。現役のダンサー・パフォーマーやタレント、一般企業勤務、専業主婦など、それぞれ日常の合間を縫い、ステージでの共演やレッスンのスタッフを務めるなど、新生B.B.WAVESの成長をサポートしている。
| 新垣寿子  | WAKANE LUKE | 高良舞子 | 石川愛理   | 新城美幸 | 喜瀬 健  | 又吉 舞  | 比嘉千春   | 幸地優美 |
| 喜友名 星 | 徳元沙樹    | 和田清香 | 金城由美子 | 相良祥子 | 直島文子 | 藤林海似 | 上原美弥妃 | 照屋由規 |
| 安里奈々  | 西銘美香    | YUI      | 与古田七瀬 | 2GOO     | 武富 篤  | YU-KI    | 志多伯 翼  | 高崎千春 |

## 作品・出演

### オリジナル曲
| リリース日    | タイトル        | アーティスト        | 作詞/作曲                                                                                     | タイアップ等                                        | ミュージックビデオ |
| ------------- | --------------- | ------------------- | --------------------------------------------------------------------------------------------- | --------------------------------------------------- | ------------------ |
| 2023年8月20日 | Never give up   | B.B.WAVES Jr.       | B.B.WAVES Jr.                                                                                 | 沖縄アクターズスクールYouTubeチャンネルテーマソング | [ 50 ]             |
| 2024年5月5日  | BE THE ONE      | B.B.WAVES Jr.       | 詞:新城りこ                                                                                   | B.B.WAVES Jr.初オリジナルソング                     | [ 52 ]             |
| 2024年5月5日  | A・B・SEEDS     | BABY WAVES          |                                                                                               | BABY WAVES 初オリジナルソング                       | [ 53 ]             |
| 2024年11月9日 | UPAPA CARNIVAL  | BABY WAVES Jr.      | CHAKA LAND                                                                                    | ミュージカル『UPAPA』テーマソング                   | [ 54 ]             |
| 2024年11月9日 | GET A MAGIC     | BABY WAVES Jr.      | CHAKA LAND                                                                                    | ミュージカル『UPAPA』劇中歌                         | [ 55 ]             |
| 2025年3月7日  | SUPER HERO      | DIG IT! DIG IT! ONE |                                                                                               | DIG IT! DIG IT! ONE 初オリジナルソング              | [ 56 ]             |
| 2025年3月16日 | Funkify You     | B.B.WAVES           | 詞:Maria Okada/Röe/Ruben Cardenas/Nick Smith/Max Berga 曲:Ruben Cardenas/Nick Smith/Max Berga | 新生B.B.WAVESデビューシングル                       | [ 57 ]             |
| 2025年4月9日  | Friends Forever | B.B.WAVES           | 詞:Seann Bowe/Röe 曲:Ruben Cardenas/Nick Smith                                                | 2ndシングル                                         | [ 58 ]             |

### コンサート
- 沖縄アクターズスクール40th Anniversary B.B.WAVES jr. 1st Concert『THE START』（2023年11月19日、沖縄市民会館大ホール）
- タマキホームpresents B.B.WAVES&jr. 2nd CONCERT『THE BLAST』（2024年5月5日、沖縄コンベンションセンター劇場棟）
- Neilデビューイベント（2024年7月13日、パレット市民劇場）[59]
- B.ROX単独ライブ（2024年9月8日、パレット市民劇場）[60]
- BABY WAVES単独LIVE（2024年11月9日、パレット市民劇場）[61]
- タマキホームpresents Neil 1st Mini Album発売記念ライブ「Neil 1st HAPPY LIVE」（2024年12月12日、パレット市民劇場）[62]
- Little Universe presents 沖縄アクターズスクール完全復活祭（2025年3月16日、日本武道館）[63]
- タマキホームpresents デビュー記念イベント「Funkify大作戦」（2025年5月18日、琉球新報ホール）[64]

### 舞台・ミュージカル
- Musical Upapa プレ公演（2024年12月11日、パレット市民劇場）[65]
- 戦後80年祈念『生きているから～対馬丸ものがたり～』[66]（2025年8月16日・17日、那覇文化芸術劇場なはーと大劇場）：Soul、崎山清翔、桃原結仁
- タマキホームpresents MUSICAL UPAPA（2025年8月30日・31日、那覇文化芸術劇場なはーと小劇場）[67]

### 映画
- STEP OUT にーにーのニライカナイ[68]（2025年3月、ギャガ）：Soul、又吉伶音

### テレビ
- アクターズTune![69] (2023年7月 - 2024年6月、沖縄テレビ放送)
- OTV開局65周年記念ドラマ『おきなわテレビはじまりものがたり』[70]（2024年11月12日・19日、沖縄テレビ放送）：崎山清翔、徳山ららな、ReA
- ACTORS SPIRITS〜世代を超えて叶えたい夢〜[71]（2025年1月18日・2月8日・3月1日・4月22日、沖縄テレビ放送）

### CM
※アクターズ公式YouTubeチャンネル内で配信されているパートナー企業のオリジナルCMは除く
- メガネ1番
  - 「2023歳末バーゲン」篇・「キッズメガネ」篇（2023年11月 - 12月）[72]
  - 「メルスCMダンサー編」篇（2025年3月 - ）[73]：結南
- 沖縄セルラー
  - 「Step UP Together 夢応援キャンペーン」篇・「Step UP Together あんしんスマホブック」篇・「Step UP Together・ピクセルアート」篇[74]（2023年12月 - 2024年3月）
- 環グループ タマキホーム
  - 「舞台は、世界だ。」篇（2024年8月 - ）[75]：Neil
- 沖縄ファミリーマート
  - 富士家ぜんざい「青春の夏ド真ん中」篇（2025年7月 - 8月）[76]
- Little Universe OKINAWA
  - SNS広告「#リトユニの楽しみ方」篇ほか（2024年8月 - ）[77]
  - テッパンのお祭りテーマパーク爆誕!!!篇（2025年8月 - ）[78][79]

### WEB
- 公式サイト
  - B.B.WAVESオフィシャルサイト
  - 沖縄アクターズスクールオフィシャルサイト
- 公式YouTubeチャンネル
  - 沖縄アクターズスクール - YouTubeチャンネル
- 公式SNS（ユニットや個人のSNSは各記述の出典に記載）
  - B.B.WAVES (@bbwaves_official) - Instagram
  - B.B.WAVES (@bbwaves_official) - TikTok
  - OKINAWA ACTORSSCHOOL (@840gsbwr) - LINE公式アカウント

## 歴史
- 1996年1月 - 結成。パレット市民劇場にて初コンサート[80]。
- 1996年5月 - レギュラーテレビ番組「BOOM BOOM」放映開始[80]。
- 1997年4月 - NHK BS「MUSIC JUMP」にレギュラー出演(～9月)[80]。
- 1997年5月 - 今井康絵による、B.B.WAVESをモデルにした漫画『はじけて！B.B.』が連載開始、メンバーが実名で登場。
- 1997年11月2日[81] - 宜野湾市海浜公園屋外劇場にてB.B.WAVESコンサート「テイクオフ」 開催。
- 1998年5月 - 「LOVE&SMILE!!」「Song for You」「Earth to the sky」シングル3枚同時リリースでメジャーデビュー。
- 1998年8月17日[82] - 日本武道館にて単独コンサート開催。

- 2004年頃 - アクターズとドリームプラネットによる合同レッスンを開始。一時期、B.B.PLANETS[83]というグループ名で活動するも、その後、事実上の活動停止に。

- 2022年10月2日 - 「沖縄アクターズスクール大復活祭」開催、往時の主要メンバーにより20年ぶりに復活[84]。
- 2023年4月8日・9日 - 「NEW B.B.WAVESオーディション」審査[4][85]。
- 2023年6月4日 - 新生B.B.WAVES jr.をお披露目[86]
- 2023年7月1日 - レギュラーテレビ番組「アクターズTune!」放映開始。
- 2023年11月19日 - 沖縄市民会館にて、B.B.WAVES jr. 1st Concert「THE START」開催[87][88][89]。
- 2024年3月31日 - 「第2回B.B.WAVESオーディション」審査[90][21]。
- 2024年4月5日 - 玉城光・絆愛・Neilが[9]B.B.WAVES/BABY WAVESに昇格。以降、条件が揃ったメンバーが順次昇格。
- 2024年5月5日 - 沖縄コンベンションセンター劇場棟にて、B.B.WAVES&jr. 2nd CONCERT「THE BLAST」開催[91][92]。
- 2025年3月16日 -  配信シングル｢Funkify You｣でデビュー。｢沖縄アクターズスクール完全復活祭｣に出演。当時の在籍生徒全員がB.B.WAVESに昇格[93]。

### かつての主なメンバー
| 名前       | よみ              | 卒業後・現況など                                                                                    | 備考                                                         |
| ---------- | ----------------- | --------------------------------------------------------------------------------------------------- | ------------------------------------------------------------ |
| 石川愛理   | いしかわ あいり   | ライジングプロダクションから女優デビュー。2019年からファッションデザイナー。                        | 大復活祭出演メンバー 完全復活祭出演メンバー                  |
| 幸地優美   | こうち ゆみ       | 比嘉なつきとダンスボーカルデュオ「BREEZE」としてデビュー。                                          | 完全復活祭出演メンバー                                       |
| 山田優     | やまだ ゆう       | 屋宜由佳・伊敷優香とダンスボーカルユニット 「y'z factory」としてデビュー 。女優・モデルとして活躍。 |                                                              |
| 満島ひかり | みつしま ひかり   | 「Folder」としてデビュー。女優として活躍。                                                          | 完全復活祭で開演前アナウンスを担当                           |
| 新城美幸   | しんじょう みゆき | | 大復活祭出演メンバー 完全復活祭出演メンバー                  |
| 上里敦子   | うえざと あつこ   | | 大復活祭出演メンバー                                         |
| 千田愛紗   | せんだ あいさ     | 台湾を拠点に芸能活動                                                                                |                                                              |
| 伊敷優香   | いしき ゆうか     | 山田優・屋宜由佳とダンスボーカルユニット 「y'z factory」としてデビュー                              |                                                              |
| 西銘美香   | にしめ みか       | | 大復活祭出演メンバー                                         |
| 石原萌     | いしはら もえ     | 「Folder」としてデビュー。                                                                          |                                                              |
| 上原美弥妃 | うえはら みやび   | | 大復活祭出演メンバー                                         |
| 比嘉千春   | ひが ちはる       | シンガー・CHIHARUとしてデビュー。2022年からオーダーメイドスーツ専門店副代表。                       | 大復活祭出演メンバー 完全復活祭出演メンバー                  |
| 金城津奈子 | きんじょう つなこ | | 大復活祭出演メンバー                                         |
| 金城琴乃   | きんじょう ことの | |                                                              |
| 上原夏美   | うえはら なつみ   | |                                                              |
| 石原友紀奈 | いしはら ゆきな   | |                                                              |
| 比嘉望     | ひが のぞみ       | ライジングプロダクションに所属しHipp'sに加入                                                        | 第1回安室奈美恵オーディショングランプリ 大復活祭出演メンバー |
| 又吉舞     | またよし まい     | | 大復活祭出演メンバー 完全復活祭出演メンバー                  |
| 仲程仁美   | なかほど ひとみ   | 2002年 ミスセブンティーンに選出。沖縄でタレント活動。                                               | 大復活祭出演メンバー                                         |
| 宮城木乃香 | みやぎ このか     | |                                                              |
| 土屋茜     | つちや あかね     | |                                                              |
| 安里奈々   | あさと なな       | | 大復活祭出演メンバー 完全復活祭出演メンバー                  |
| 花園ひとみ | はなぞの ひとみ   | | 大復活祭出演メンバー                                         |
| 知念美智子 | ちねん みちこ     | |                                                              |
| 仲本真由美 | なかもと まゆみ   | |                                                              |
| 知花光恵   | ちばな みつえ     | |                                                              |
| 松村アリサ | まつむら ありさ   | |                                                              |
| 仲間愛里紗 | なかま ありさ     | 「Folder」としてデビュー。                                                                          | 大復活祭のフィナーレに出演                                   |
| 我謝佑衣   | がじゃ ゆい       | |                                                              |
| 知念留美子 | ちねん るみこ     | |                                                              |
| 瀬長丹佳代 | せなが たかよ     | |                                                              |
| 永山奈保子 | ながやま なほこ   | |                                                              |
| 嶺井綾乃   | みねい あやの     | |                                                              |
| 仲間丈     | なかま じょう     | 「Folder」としてデビュー。                                                                          |                                                              |
| 志多伯翼   | したはく つばさ   | | 大復活祭出演メンバー 完全復活祭出演メンバー                  |
| 阿嘉奈津   | あか なつ         | 「Folder」としてデビュー。                                                                          |                                                              |
| 宮里明那   | みやざと あきな   | 「Folder」としてデビュー。                                                                          | 完全復活祭出演メンバー                                       |
| 三浦大知   | みうら だいち     | 「Folder」としてデビュー。アーティストとして活躍。                                                  | OBアーティストとして大復活祭出演                             |
| 山里麻衣子 | やまざと まいこ   | 高良舞子として活動振付師・ダンス指導・ボーカルトレーナーなど幅広く活動中。                          | リーダー 大復活祭出演メンバー 完全復活祭出演メンバー         |
| 大嶺和華子 | おおみね わかね   | 渡米しシンガーソングライター「Wakane Luke」として活動。                                             | 大復活祭出演メンバー 完全復活祭出演メンバー                  |
| 新垣寿子   | あらかき ひさこ   | SUPER MONKEY'Sとしてデビュー。振付師・アーティスト・タレント育成講師として活動。                    | 大復活祭出演メンバー 完全復活祭出演メンバー                  |

| 名前       | よみ            | 卒業後・現況など                                                                  | 備考                                                                   |
| ---------- | --------------- | --------------------------------------------------------------------------------- | ---------------------------------------------------------------------- |
| 安座間美優 | あざま みゅう   | 2002年『ミス・セブンティーン』に選出。モデルとして活躍。                          | 大復活祭出演メンバー                                                   |
| 喜友名星   | きゆな てぃあら | 2004年「ティアラ」に改名、ファッションモデルとして活動。                          | 完全復活祭出演メンバー                                                 |
| 川満愛     | かわみつ あい   | LiL'AIとしてデビュー、琉-UNITとしても活動。ダンスインストラクター。               |                                                                        |
| 喜瀬健     | きせ たけし     | 台湾に渡り、ダンス・ユニット「dance flow」を結成。2012年「Asian 4 Front」に改名。 | パフォーマンスディレクター 大復活祭出演メンバー 完全復活祭出演メンバー |
| 玉那覇由規 | たまなは ゆき   | 照屋由規としてタレント活動                                                        | 大復活祭出演メンバー 完全復活祭出演メンバー                            |

| 名前              | よみ              | 備考                                                                                      |
| ----------------- | ----------------- | ----------------------------------------------------------------------------------------- |
| 宮城 志寧         | みやぎ ここね     | 次世代スター発掘・ワールドプロジェクト合格者 2024年1月 契約満了にて活動辞退               |
| ストローベル モカ | すとろーべる もか | 2024年1月 契約満了にて活動辞退                                                            |
| リー 華寧         | りー はなね       | リー仁梨の姉 2024年1月 契約満了にて活動辞退                                               |
| リー 仁梨         | りー にな         | リー華寧の妹 2024年1月 契約満了にて活動辞退                                               |
| mimi jasmyǸ       | みみ じゃすみん   | 2024年9月 本人希望にて活動辞退 ミスユニバースジャパン2025ファイナリストTOP10              |
| 松原 球美         | まつばら くみ     | B.B.WAVES jr.元リーダー B.FLAVAメンバー B.B.BAND Keyboard 2024年12月 本人希望にて活動辞退 |
| Garcia Yu         | がるしあ ゆう     | 2025年1月 本人希望にて活動辞退                                                            |
| 國吉 海桜         | くによし みおか   | 2025年3月 本人希望にて活動辞退                                                            |
| らむ              | らむ              | 旧アクターズから合流 BABY BAND Drums 2025年5月 本人希望にて活動辞退                       |

## ダンスボーカルグループ「B.B.WAVES」（1998年）
1998年5月、バンダイ・ミュージックエンタテインメントからメジャーデビュー。エアーズに所属していた。低学年の「Baby Waves」とボーカルデュオ「WAKANE&MAIKO」も同時にメジャーデビューした。

### 作品

#### シングル
| 発売日        | タイトル             | アーティスト                     | 作詞/作曲           | タイアップ等                                                                        |
| ------------- | -------------------- | -------------------------------- | ------------------- | ----------------------------------------------------------------------------------- |
| 1998年5月29日 | LOVE&SMILE!!         | B.B.WAVES                        | 高橋研/高橋研       | ハウス食品「ククレカレー」CMソング                                                  |
| 1998年5月29日 | TAKE OFF             | B.B.WAVES                        | 森園真/kol&lok      | 沖縄テレビ放送「BOOM BOOM」オープニングテーマ                                       |
| 1998年5月29日 | Song for You         | B.B.WAVES featuring WAKANE&MAIKO | 牧野アンナ/Shin Jae | 韓国の歌手「박미경(パク・ミギョン)」の「Distant Memories Of You(Far Away)」のカバー |
| 1998年5月29日 | Earth to the Sky     | Baby Waves                       | 森園真/藍田晶       | 任天堂「ゲームボーイポケットカメラ」CMソング                                        |
| 1998年5月29日 | BEAT BUYER           | Baby Waves                       | 只野菜摘/Chihiro    |                                                                                     |
| 1998年9月21日 | Lovin' You Lovin' Me | B.B.WAVES                        | 渡辺なつみ/P・KAWAI | ウルトラマンガイア（毎日放送）前期エンディングテーマ                                |

#### オリジナルアルバム
| 発売日        | タイトル            | アーティスト | 収録楽曲                                                             | 備考                   |
| ------------- | ------------------- | ------------ | -------------------------------------------------------------------- | ---------------------- |
| 2001年12月2日 | POWER TO THE PEOPLE | B.B.WAVES    | ・LIVE TO BE FREE ・TODAY & FOREVER ・ETERNITY ・POWER TO THE PEOPLE | コンサート会場限定販売 |

### 出演

#### CM
- ハウス食品「ククレカレー」（1998年）
- 任天堂「ゲームボーイポケットカメラ」（1998年）[118]
- GUNZE「ピエクレール」（2000年）

#### テレビ番組
- BOOM BOOM（沖縄テレビ放送、1996年 - 2001年）
- MUSIC JUMP(NHK BS、1997年)
- とんねるずの生でダラダラいかせて!!(日本テレビ、1998年)

### 写真集
- 篠山紀信『少女たちのオキナワ』新潮社、1997年6月20日。ISBN 4-10-326208-7。
- 加納典明『B.B.WAVES写真集 bbスぺシャルドリーム』小学館、1998年2月10日。ISBN 4-09-363575-7。

## 所縁があったグループ
OSAKA BB WAVE（オオサカビービーウェーブ）
大阪の道頓堀と九条を中心に活動していたアイドルグループ。B.B.WAVESと直接の関わりは無いが、B.B.WAVES自体が活動停止していた時期の2009年9月に、大阪の芸能プロダクション「創叡」が経営する「STSダンススタジオ」と、前月に閉校したアクターズ大阪校が合併し「STS沖縄アクターズスクール」となったことが結成のきっかけとなっている。
当初はネーミングフランチャイズとして「BBウェーブズ」の名称で計画が進んでいたようだが、最終的には「OSAKA BB WAVE」として2010年10月にデビューを果たした。
グループ名の由来は本家と異なり「Believe Be Wave」の略としており、「大阪から世界の波になることを信じて頑張る」という思いを込めている。公式ブログのタイトルは、B.B.WAVESのデビュー曲にちなんだ「LOVE&SMILE」。
デビュー直後にアクターズが創叡と提携を解消。スクール名も「BBアクターズスクール」と改称された。5年ほど活動を続けたが、メンバーの卒業などで維持が困難となり、2016年1月に解散。それにより、創叡は2017年12月に破産した。